# El Mourouj
El Mourouj (arabisch المروج, DMG al-Murūǧ) ist eine Stadt und ein Vorort von Tunis. Sie gehört zum Gouvernement Ben Arous, mit Ausnahme des Bezirks El Mourouj 2, der zum Gouvernement Tunis gehört.
Mit dem Status einer Gemeinde seit 1991 ist es auch die Hauptstadt der gleichnamigen Delegation. Die Stadt hat 104 586 Einwohner (2014) und ist damit die zweitgrößte Gemeinde im Gouvernement Ben Arous. Es ist ein regionales Zentrum für die Agglomeration von Tunis.

## Geschichte
El Mourouj ist eine neue Stadt, die in den 1980er Jahren vom Staat gebaut wurde, um das räumliche Wachstum der Agglomeration Tunis zu organisieren, die mit der Ausweitung des spontanen Wohnungsbaus in einer Zeit der schweren Landkrise konfrontiert war.
Die Gemeinde El Mourouj wurde am 31. Mai 1994 gegründet.

## Wirtschaft
In der Delegation El Mourouj befindet sich der größte Großmarkt des Landes. Etwa 50 Unternehmen sind in der Industriezone von Bir El Kassâa ansässig. Es ist eine kommerzielle Stadt, die viele Cafés, Gaststätten und Lebensmittelläden beherbergt.

## Infrastruktur
Eine Stadtbahnlinie, die El Mourouj mit Tunis verbindet und 16 Stationen umfasst, wurde am 12. November 2008 nach dreijähriger Bauzeit eingeweiht; eine Verzögerung wurde durch Landstreitigkeiten aufgrund von Enteignungen verursacht.